# Chlorotabanus leucochlorus
Chlorotabanus leucochlorus är en tvåvingeart som beskrevs av David Fairchild 1961. Chlorotabanus leucochlorus ingår i släktet Chlorotabanus och familjen bromsar. Inga underarter finns listade i Catalogue of Life.